# Black Cat 2
Black Cat 2 (chinesisch 錯體追擊組合 / 错体追击组合, Pinyin cuò tǐ zhuī jī zǔ hé, engl. Titel: Fox Hunter) ist ein Hongkong-Actionfilm des Regisseurs Wei Tung aus dem Jahr 1995. Die Inszenierung ist der sechste abendfüllende Spielfilm von Hauptdarstellerin Jade Leung, die zuvor mit der Black-Cat-Reihe Bekanntheit erlangte.
Entgegen dem irreführenden deutschen Verleihtitel, der eine Fortsetzung des kommerziell erfolgreichen Nikita-Remakes suggeriert, handelt es sich bei Fox Hunter – so der englische Titel – um einen eigenständigen Film.
Das Werk kam am 7. Oktober 1995 in die Kinos und erzielte Einnahmen in Höhe von etwa 0,8 Millionen HKD. Die deutsche Video-Erstauswertung erfolgte am 29. Juli 1996.

## Handlung
Die ehrgeizige Polizeianwärterin Jenny Yeung erhält trotz einer nicht bestandenen Abschlussprüfung die Gelegenheit, sich bei einem geheimen Undercover-Einsatz in Hongkong auszuzeichnen. Als Hostess getarnt, lockt sie den übervorsichtigen Kriminellen und Waffenschmuggler Danny Tong, einem Festlandchinesen vietnamesischer Abstammung, in eine Falle. Unterstützt wird sie dabei von dem schmierigen Zuhälter Jackie Hong, der gute Beziehungen zu dem Gesuchten unterhält und diesen für Geld und einen kanadischen Pass verrät. Der waghalsige Coup glückt, wenngleich Jennys Tarnung auffliegt. Der schwerbewaffnete Tong – zwischenzeitlich nahm er Jenny und Jackie als Geisel – wird von einem Einsatzkommando überwältigt. Bei seiner Verhaftung verspricht er, sich an der jungen Ermittlerin zu rächen.
Mit Hilfe von Gefolgsleuten gelingt Tong wenig später eine aufsehenerregende Flucht. Er lauert der ahnungslosen Jenny in ihrem Apartment auf und zwingt sie, ihren geliebten Onkel zu erschießen. Nachfolgend misshandelt und vergewaltigt der Bösewicht die wehrlose Frau. Im Anschluss flieht der Sträfling in die Volksrepublik China. Während sich die gedemütigte Jenny von ihrem Martyrium erholt, wird V-Mann Jackie entgegen einer Übereinkunft betrogen. Er erhält keinen kanadischen Pass, sondern lediglich ein „wertloses“ Verdienstkreuz.
Jenny sinnt auf Rache. Sie bittet Jackie um Hilfe, die dieser zunächst verbittert verweigert. Zur Zusammenarbeit gedrängt, reisen beide schließlich nach China, Jackies Heimatland. Dort treffen sie schnell auf Tong, der seinerseits die gnadenlose Jagd auf seine Verräter eröffnet. Police Captain Yu rettet den rachsüchtigen Besuchern mehrmals das Leben. Tong wird jedoch immer rücksichtsloser, die Polizei wird dessen erklärtes Feindbild. Er setzt die Behörden unter Druck und erpresst eine Zahlung von mehreren Millionen Dollar. Jenny und Jackie sollen dem Schurken als Geldbote dienen. Er führt die beiden in ein mehrstöckiges Kaufhaus, welches in die Hände seiner bewaffneten Männer fällt. Dabei wird versehentlich eine Bombe aktiviert; Kampfhandlungen schließen sich an. Es kommt letztlich zu einer gewaltigen Explosion. Am Ende versucht der verletzte Tong unerkannt vom Tatort zu fliehen. Jackie entdeckt den Flüchtenden, wird aber wenig später von ihm niedergestreckt. Jenny reagiert geistesgegenwärtig und tötet Tong. In der letzten Szene erliegt der schwer verwundete Jackie seinen Verletzungen.

## Kritiken
Das Lexikon des internationalen Films bezeichnete den Actionfilm als „ungemein hohle Geschichte, die sich in der Aneinanderreihung zahlloser Feuergefechte“ erschöpfe. Zudem bemängelte man die „miserabel inszenierten Actionsequenzen“ als auch die „Gedankenlosigkeit der Filmemacher“ für das „selbstverständliches Eintreten“ von Selbstjustiz.